# Alemanda

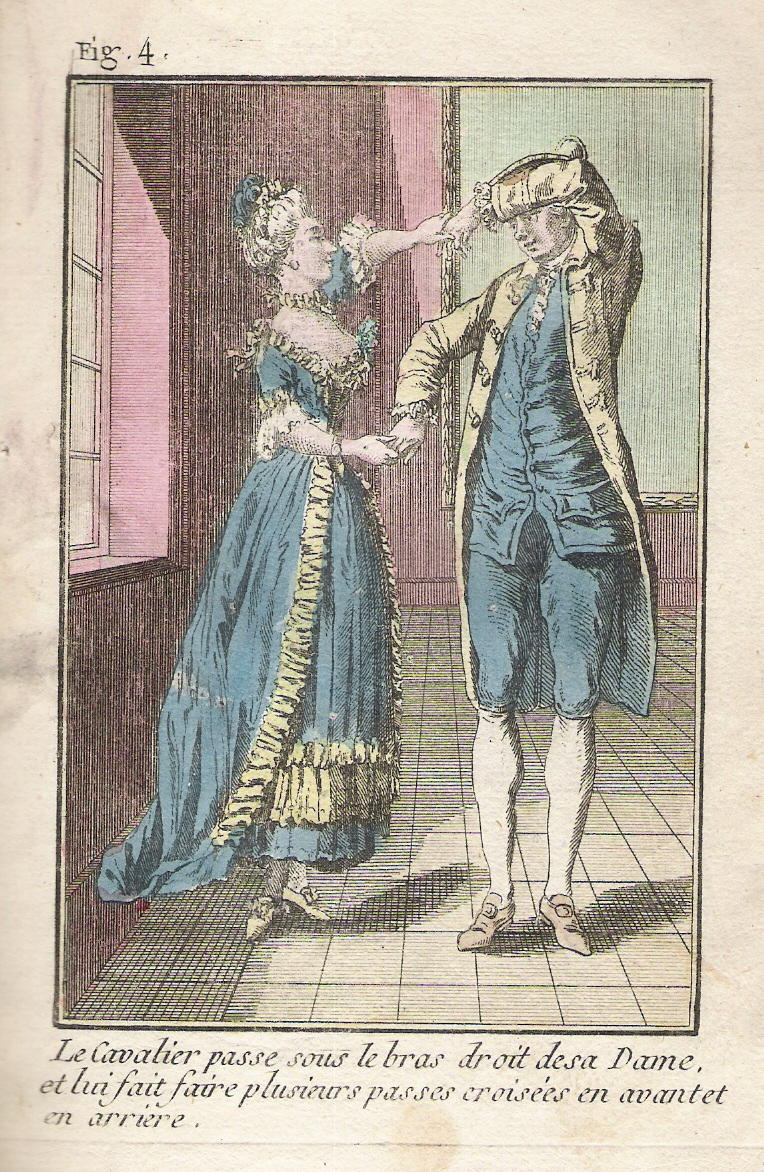
Alemanda

El término alemanda (proviene del francés allemande) se utiliza para denominar cierta danza alemana barroca de compás cuaternario o binario y simple, así como para denominar un elemento estándar de la suite, normalmente el primero o segundo movimiento. También se puede denominar Allemanda, Almán o Almaíns. La allemande es una composición que utiliza el recurso de repetición por secciones o simétrica, al igual que otras danzas, como la courante, la zarabanda, la giga, la gavota, la bourrée, etc.
Suele ir precedida de una pieza con carácter de improvisación, como el preludio, la fantasía, etc. Está formada por dos movimientos, Allegro y Moderato. Los primeros son característicos por sus anacrusas, aunque más tarde lo son por sus semicorcheas.

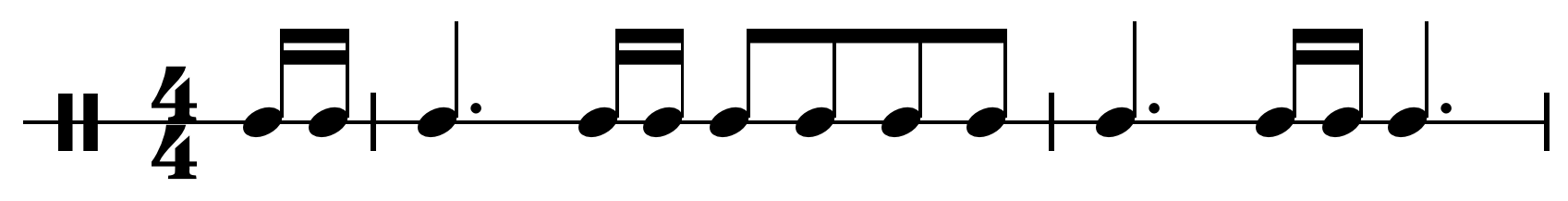
Ritmo de la Alemanda.

## Origen
El origen de esta danza es alemán aunque se exprese con el término francés allemande. 
Se desarrolla por toda Europa, donde recibe otros nombres como en Inglaterra almand o almaina. Es una danza de origen medieval, bailada por caballeros, con poca gracia y soltura, más bien de forma regia, y esto también se aprecia en su estructura en cuanto al uso de la técnica de repetición simétrica por secciones en lo referente a las células motívicas. 
En el siglo XVII resulta como pieza elemental como comienzo de la colección de suites. Normalmente constaba de dos movimientos (allegro y moderato), era de forma binaria simple, y solía comenzar en anacrusa que era por lo que también se caracterizaba. 
Su textura está impregnada de imitaciones y figuras en style brisé que oscurecen una sensación de frases melódicas claramente delineadas; su carácter es serio y su tempo, moderadamente lento.
La primera referencia inglesa a la alemanda se lee en una crónica escocesa en 1549: Thai dancit al cristym mennis dance, the alman haye. Sin embargo, como su nombre lo indica, la alemanda (en inglés antiguo, alman, almanin o almayne) tiene ascendencia alemana o germana y es la única forma que los alemanes han aportado a esta constelación de danzas cortesanas. Era una danza medieval muy antigua y, en su forma primitiva, fue indudablemente interpretada con no mucha gracia. Por ejemplo, Peele, en 1584, habla de "caballeros con su armadura, que ejecutaban los pasos de una marcial almain". En 1597, Thomas Morley la describió como "una danza muy pesada, fiel exponente de la naturaleza del pueblo cuyo nombre llevaba, y que se bailaba sin hacer movimientos extraordinarios". Tampoco Arbeau le atribuye gran estilo; la describe como "danza llana, de cierta gravedad,...con poca variedad de movimiento".
Una vez introducida en la corte de Francia, tomó muy pronto características sumamente graciosas y sentimentales, que le procuraron gran popularidad y el nombre más bien paradójico de allemande francaise. Medio siglo después de la descripción de Morley, hallamos otro músico inglés que define las allmaines como "lecciones, muy vivaces y alegres" (Thomas Mace, Musick´s Monument, 1650). Esto recuerda el espíritu transmitido por Arbeau en su informe sobre esta danza: "Al bailar la alemanda, un joven puede a veces robar una damisela, quitándosela a su compañero; el que queda así desposeído trata a su vez de robar la de otro. Pero de ningún modo apruebo esta manera de bailarla, ya que puede originar rencillas y descontento".
Sin embargo, el conjunto de testimonios y las piezas musicales que han llegado hasta nosotros no ofrecen pruebas de ningún acento de alegría vivaz. Por el contrario, la belleza de la alemanda reside en su gracia más bien lenta y fluente, sobre todo de los brazos, y en la principal de sus características, o sea, que las parejas permanecen unidas de las manos a lo largo de todas las "vueltas y evoluciones de la danza". Praetorius (en Syntagma musicum, 1619) escribe: "Allemande designa una breve canción o danza germana, porque Alemagna significa "Alemania", y Alemand, un "alemán". Pero esta danza no es tan ágil y diestra como la gallarda, sino por el contrario algo melancólica y más lenta." Al abandonar su primitiva herencia de pesadez germana, adquirió características más atrayentes de sentimiento y ternura.

## Evolución

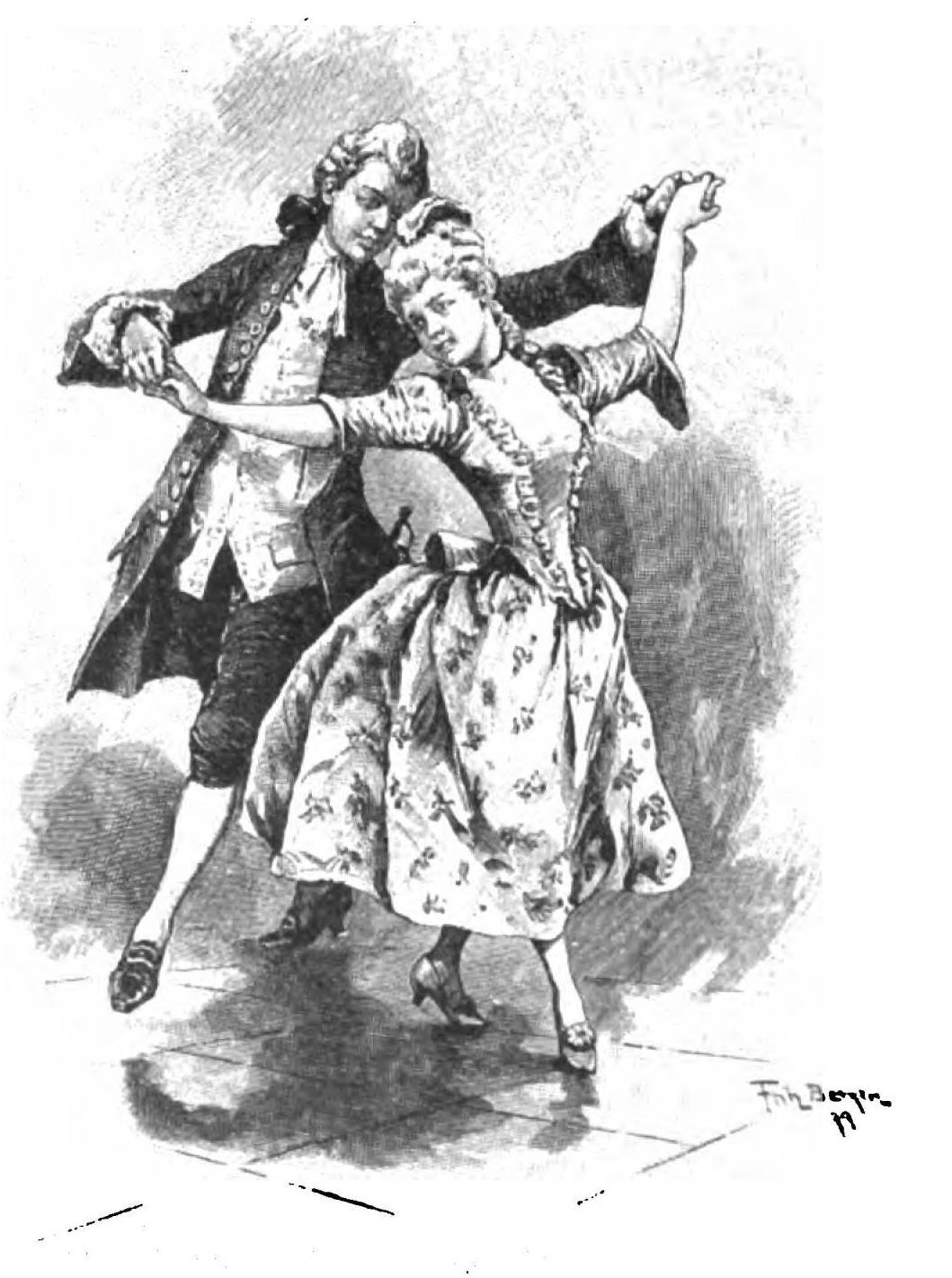
Alemanda

En el transcurso de los años 1650-1720 tenemos referencia de que se integra ya a la suite, manteniendo su carácter noble, sobrio y moderado. Aproximadamente de 1750 a 1755 la allemanda empieza a transformarse en términos rítmicos, 6/8, 2, 2/4, con influencia evidente de la sonata italiana; durante la segunda mitad del siglo XVII se hace muy popular en Francia una especie de allemande de ritmo muy vivo, a 2/4 que presenta elementos de una contradanza.
A finales del siglo XVIII el nombre de Allemande se denominaba en Alemania como una analogía de “deutsche tanz” o danza rápida, algo parecido al vals, en tiempo de 3/4 o 3/8. El esquema tonal partía en la parte primera con repeticiones de tónica-dominante y la segunda parte dominante-tónica, de esta manera vemos la recurrencia motívica que Bach emplea en sus suites y partitas con un estilo sobrio y con elementos contrapuntísticos. 
Esta composición tiene como característica especial el alternar los motivos contrastantes, el uso frecuentes de tríadas y el uso de secuencias definidas.
A partir de esto podemos apreciar un interés por parte de los compositores de la época de trabajar con cierto grado de dificultad en la progresión teórica-práctica de la suite: el uso de motivos contrastantes, la integración de un tercer motivo hasta la expansión del rango del diseño melódico.

## Pasos de la danza
Thoinot Arbeau escribe: “puedes danzar(la allemanda) en un grupo, porque cuando hayas unido las manos con las de una dama otras podrán ponerse en línea detrás de ti cada una con su pareja y danzareis todos juntos en compás binario, con movimientos hacia delante, o si lo deseáis, hacia atrás, tres pasos y un Greve y en determinadas partes, con un paso y un Greve…”
Resulta ser por lo general una danza simple que carece de variedad de movimientos, es decir, más bien tosca, ya que los caballeros la bailaban con una armadura militar.
Podemos afirmar que era una danza que se ejecutaba por parejas con una música de ritmo allegro, llevada a cabo con instrumentos como el clave, viola da gamba, …
Posee dos secciones: la primera es una sección de avance que consta de tres pasos hacia delante y un paso en el sitio (llamado pied en l’air)y la segunda añade un giro realizado por la pareja, donde se combinan dos pasos simples y una doble (como se aprecia en la pavana).
Una vez introducida en la corte de Francia,la allemanda tomó muy pronto características sumamente graciosas y sentimentales, que le procuraron gran popularidad y el nombre más bien paradójico de allemande francaise. Medio siglo después de la descripción de Morley, hallamos otro músico inglés que define las allmaines como "lecciones, muy vivaces y alegres" (Thomas Mace, Musick´s Monument, 1650). Esto recuerda el espíritu transmitido por Arbeau en su informe sobre esta danza: "Al bailar la alemanda, un joven puede a veces robar una damisela, quitándosela a su compañero; el que queda así desposeído trata a su vez de robar la de otro. Pero de ningún modo apruebo esta manera de bailarla, ya que puede originar rencillas y descontento".
Sin embargo, el conjunto de testimonios y las piezas musicales que han llegado hasta nosotros no ofrecen pruebas de ningún acento de alegría vivaz. Por el contrario, la belleza de la alemanda reside en su gracia más bien lenta y fluente, sobre todo de los brazos, y en la principal de sus características, o sea, que las parejas permanecen unidas de las manos a lo largo de todas las "vueltas y evoluciones de la danza". Praetorius (en Syntagma musicum, 1619) escribe: "Allemande designa una breve canción o danza germana, porque Alemagna significa "Alemania", y Alemand, un "alemán". Pero esta danza no es tan ágil y diestra como la gallarda, sino por el contrario algo melancólica y más lenta." Al abandonar su primitiva herencia de pesadez germana, adquirió características más atrayentes de sentimiento y ternura.
Pasos 

## La suite
La alemanda inicia el conjunto de danzas de la suite Al igual que la Pavanna (baile cortesano del siglo XVI de origen italiano) y el Passamezzo (baile italiano de los siglo XVI y XVII, semejante a la Pavanna), la alemanda va seguida regularmente por una danza rápida de brincos y en metro triple llamada tripla (proportz), o en el siglo XVII seguida por el courante.
La palabra suite se utiliza para designar una forma de música instrumental compuesta mediante una sucesión de piezas sencillas. El vocablo es de origen francés y significa precisamente "sucesión", "secuencia”. 
Nace, como tal, en el Renacimiento tardío, cuando la música instrumental se independiza de la música vocal, a la que venía sirviendo de compañía hasta entonces, y alcanza su edad de oro durante el período Barroco.
Su origen está en el emparejamiento de danzas que contrastan en velocidad, métrica y carácter. Poco a poco se van añadiendo más danzas, hasta que a mediados del siglo XVII Froberger propone la sucesión Allemande-Courante-Sarabande-Gigue como esquema fijo para la suite, estructura que se adoptará durante prácticamente un siglo y a la que Johann Sebastian Bach dará el espaldarazo definitivo al adoptarla para la gran mayoría de sus Suites.
Sin embargo, este esquema servirá de base para infinidad de cambios y alteraciones: 
Se cambian unos tipos de danzas por otros, se prescinde de alguno, se añaden muchos otros... Entre los "añadidos" que aparecen con frecuencia está un movimiento introductorio, coherentemente denominado preludio, preámbulo u obertura. Otras danzas que con frecuencia aparecen en el esquema esencial de la suite son la pavana, la gallarda, el rondeau, la gavotte, la musette, la bourrée, el saltarello, la siciliana, el rigaudon, el minuetto o ménuet, el branle, el passepied, o el canario. A la suite se incorporan a menudo páginas carentes del carácter introductorio ya comentado y que se suman insertas en cualquier punto de la cadena, a modo de pausa entre danzas. Estos paréntesis pueden ser Toccatas, Fantasías, Airs (arias), Pastorales, Passacaglias o Chaconas.
Para que se mantuviera la unidad interna, todos los pasajes de una suite se componían en la misma tonalidad, o en su relativo menor. Otras veces se presentaba un tema musical en diferentes danzas. Por ello se ha considerado este género un antecedente de la forma sonata que se origina en el siglo XVII.